# Nordic Journal of Botany
Nordic Journal of Botany is een botanisch tijdschrift. Het Engelstalige tijdschrift is in 1980 in Kopenhagen opgericht. Er verschijnen jaarlijks zes edities van het tijdschrift die gezamenlijk meer dan zeshonderd bladzijden tellen. De hoofdredacteur is Torbjörn Tyler
Het peer reviewed tijdschrift publiceert onderzoeksartikelen met betrekking tot taxonomie, evolutiebiologie, natuurbescherming en biogeografie van planten (inclusief algen en mossen) en schimmels. Er wordt onder meer gepubliceerd over fylogenie, genetische diversiteit binnen en tussen taxa, botanische nomenclatuur, beschrijvingen en revisies van taxa en recente veranderingen en bedreigingen met betrekking tot de botanische biodiversiteit. Tevens wordt er gepubliceerd over macro- en micromorfologie, celbiologie, voortplantingsbiologie en ecofysiologie waarbij de bevindingen worden gepresenteerd in een taxonomische, evolutionaire of biogeografische context. Naast onderzoeksartikelen publiceert het tijdschrift boekrecensies en essays met betrekking tot recente ontwikkelingen in de botanie. 
Wetenschappers die in het tijdschrift hebben gepubliceerd, zijn onder meer Arne Anderberg, John Birks, Stephen Blackmore, Birgitta Bremer, Kåre Bremer, Irwin Brodo, Thomas Daniel, Ib Friis, Peter Goldblatt, Ole Hamann, Charlie Jarvis, Peter Møller Jørgensen, Paul Kenrick, Marie Kurmann, Jeffrey Palmer, Toby Pennington, Ole Seberg, Laurence Skog, Erik Smets, Kenneth Sytsma, Torbjörn Tyler, Torsten Ulmer, Bernard Verdcourt, Dieter Wasshausen en Ben-Erik van Wyk.
In botanische literatuurverwijzingen wordt vaak de standaardaanduiding 'Nordic J. Bot.' Gebruikt.